# 全日本松涛流空手道連盟藤田会
全日本松濤流空手道連盟藤田会（ぜんにほんしょうとうりゅうからてどうれんめいふじたかい　以下、藤田会）は、福島県福島市に総本部を置き、全日本空手道連盟錬武会に加盟する空手道団体。

## 概要
藤田勝太郎を宗家とする松涛流の会派団体。神奈川県出身で錬武舘で修業した藤田は1971年（昭和46年）、福島県に空手道を普及するため福島市に道場を開き、毎日昼12時から夜9時まで空手を指導する生活を開始。ここで育った門下生を中心に結成されたのが全日本松涛流空手道連盟藤田会である。現在は福島県・茨城県を中心に北は岩手県、南は鹿児島県の全国に支部を展開。全日本空手道連盟錬武会の加盟団体であり、組手では防具付き空手を行う伝統派空手の団体であるが、全空連ルール（いわゆる寸止め空手）や、フルコンタクト空手ルールを並行して行っている道場も多い団体である。独自に全国大会を過去4度開催した他、錬武会の福島県防具付空手道選手権大会を毎年主催している。

## 流派
錬武会は遠山寛賢の無流派主義を受け継ぐ団体であるが、藤田は錬武会最高師範の玉得博康（王統流）に師事したほか、沖縄空手道協会会長の儀間真謹（松濤館流）にサイや棒術等の武器術の指導を受けている。
連盟の名は藤田が儀間真謹より「松涛流」の流派名で八段位を授与されたことによる。。